# William Arnold (cầu thủ bóng đá)
William John Arnold (1 tháng 3 năm 1900 – 1977) là một cầu thủ bóng đá người Anh of the 1920s. Sinh ra ở Bromley, ông gia nhập Gillingham năm 1922 và ghi 1 bàn thắng trong màn ra mắt trước Swansea Town vào ngày 30 tháng 9 năm đó. Ông tiếp tục thi đấu thêm một trận vào tuần tiếp theo nhưng không bao giờ đá cho đội một thêm lần nào nữa.